# Дворец творчества детей и молодёжи (Смоленск)
Дворец творчества детей и молодёжи (бывший дом Будникова) — памятник архитектуры города Смоленска, объект культурного наследия регионального уровня.

## Месторасположение и история
Дом выстроен в 1895—1896 годах по заказу владельца изразцово-кафельного завода, купца 2-й гильдии Павла Будникова, на пересечении улиц Кадетской (ныне — Коммунистическая) и Малой Дворянской (ныне — Маяковского). Несколькими годами позже был передан под нужды офицерского собрания. В годы Советской власти (с ноября 1935 года) здесь находился Дворец пионеров, а в постсоветское время — Дворец творчества детей и молодёжи. Среди учеников Дворца пионеров — будущий знаменитый скульптор Лев Кербель. В годы Великой Отечественной войны здание было разрушено. Руководитель Дворца творчества детей и молодёжи в настоящее время — Максим Вячеславович Дмитриев.

## Внешний вид
Здание выстроено из красного кирпича и представляет собой ярчайший образец русского стиля в Смоленске. С внешней стороны стены покрыты красной штукатуркой и расписаны под кладку. В облике здания применено большое количество многоцветных разноформенных изразцов.
Основная часть здания Дворца творчества детей и молодёжи имеет три этажа, крыло, идущее вдоль улицы Маяковского, продолжает веранда в два этажа, второй из которых — деревянный. В центре композиции, выходящем прямо на перекрёсток улиц Маяковского и Коммунистической, находится срезанный угол здания с балконом на втором этаже и круглым изображением герба Смоленска на третьем. Окна здания также различаются — на первом этаже окна имеют лучковые перемычки, на втором представляют собой большие арочные окна, а на третьем увенчиваются щипцовым верхом.